# Ивановский, Игнатий Михайлович
Игна́тий Миха́йлович Ивано́вский (1 апреля 1932, Ленинград, РСФСР, СССР — 16 августа 2016, Санкт-Петербург, Россия) — советский и российский поэт-переводчик, ученик Михаила Лозинского. Лауреат премии Шведской академии. Выпустил 14 книг своих переводов поэзии и стихотворных переложений.

## Биография
Родился в семье профессора географии; будучи ещё ребёнком, пережил ленинградскую блокаду. Переводить стихи начал, учась в школе.
В 1955 году окончил переводческий факультет 1-го Ленинградского государственного педагогического института иностранных языков, через год опубликовал свой первый перевод. В 1960—1962 годах работал редактором в журнале «Костёр». В 1961 году по рекомендациям Анны Ахматовой и Самуила Маршака вступил в Союз писателей СССР.
Был учеником Михаила Лозинского. Как вспоминал Ивановский, из-за болезни Лозинского:

… я старался приходить пореже и не засиживаться, хотя к моим приходам он относился благосклонно, — может быть, мой энтузиазм по части стихотворного перевода его развлекал, пробуждал воспоминания об энтузиастах совсем другого масштаба. И ещё — характерная черта литераторов его поколения: не жалея сил и времени, которых оставалось совсем немного, он вникал в работу молодого переводчика. Тогда, в студенческие годы, понятия о стихотворном переводе у меня были самые наивные. Лозинский ничему меня не учил — в школьном смысле. Но он позволял с собой общаться, и это общение всё расставляло по местам.

Лозинский говорил Ивановскому:

Я сделал пометки, достаточно ясные, чтобы вы могли рассмотреть их сами. Но кое-что хочу вам сказать, без особой последовательности. Больше внимания к подлиннику! Точнее! Этого вам недостаёт. Вот здесь я пишу мой, так сказать, вердикт. «В заботе о хорошо звучащем русском стихе И. М. И. слишком легко отступает от оригинала. Он вполне может добиваться большей точности (и ясности, которой иногда ему недостаёт)»… Ближе к подлиннику! Всеми силами уменьшайте угол между подлинником и вашим переводом!

До знакомства с Лозинским Ивановский подписывал свои переводы как И. Ивановский. Лозинский сказал ему, что И. может означать самые разные имена — Иван, Игорь, Иннокентий, а Игн. — «кратчайшее однозначное указание на имя Игнатий». Так появилась подпись «Игн. Ивановский».
О своём знакомстве с Анной Ахматовой весной 1955 года он вспоминал, что Ахматова вначале культурно отказывалась принять неизвестного ей молодого человека, пришедшего с букетом мимозы и просившего уделить ему несколько минут и прочитать принесённые стихи, но ситуация изменилась, когда он сказал: «Я ученик Михаила Леонидовича, у меня только переводы». Потом он часто бывал в гостях у Ахматовой — они вспоминали об уже умершем Лозинском, говорили о переводах, о Шекспире и Пушкине. Ахматова и Ивановский активно обсуждали так и не состоявшийся проект — перевод «Гамлета», построенный на совсем новом принципе. Переводчиком должен был быть Ивановский, Ахматова же — научным руководителем и комментатором. 24 февраля 1962 года, даря Ивановскому книгу своих стихов, Ахматова написала на книге: «Игнатию Михайловичу Ивановскому. Самому лучшему переводчику».
В 1958 году был издан сборник «Путешествие», куда вошли 30 стихотворений для детей Р. Л. Стивенсона в переводах Игнатия Ивановского. Через год вышел ещё один его авторский (то есть состоящий только из его переводов) сборник, книга английских народных баллад «Баллады о Робин Гуде», впоследствии дважды переизданная (1963, 1980). За ней последовал авторский сборник английских и шотландских народных баллад «Дерево свободы» (Л., 1962; переиздание, 1976).
В год выхода сборника «Дерево свободы» он неожиданно (как утверждают, «по творческим соображениям») уехал в Архангельскую область, где работал и школьным учителем, и в редакциях местных газет. Там у него был зарегистрирован брак с Валентиной Васильевной Калинкиной, и в 1969 году в с. Холмогоры Архангельской области родился сын Михаил Ивановский. В 1970 году вернулся с семьей в Ленинград и стал редактором в Гослитиздате. В 1972 году вышел его новый авторский сборник английских и шотландских народных баллад «Три лесных стрелка» (следующий и последний такой сборник «Воды Клайда» вышел в 1987 году). Переводы Ивановского вошли в большую книгу «Бернс. Стихотворения. Шотландские баллады» серии «Библиотека всемирной литературы» (1976; Ивановский переводил и стихи Роберта Бёрнса). В 1978 году выпустил в «Литературных памятниках» авторский сборник «Скандинавские баллады».
Эти издания показывают большой интерес Ивановского в те годы к переводам народных баллад. Подобные переводы вошли и в сборник народных баллад «Чудесный рог» (М., 1985). Но Ивановский переводил также стихи английских поэтов-романтиков — Джорджа Гордона Байрона, Перси Биши Шелли, Джона Китса. Его перевод стихотворения Шелли «Строки» («Когда лампа разбита…») положил на музыку бард Александр Суханов; это стихотворение вошло в подборку на сайте «Век перевода» (наряду с народными балладами, двумя датскими и одной шведской).
В 1982 году вышла полностью переведённая Ивановским книга шведского поэта Карла Микаэля Бельмана «Послания Фредмана. Песни Фредмана». На «Веке перевода» эта работа названа самой большой творческой неудачей Ивановского, однако впоследствии Игнатий Ивановский стал лауреатом премии Шведской академии и почётным членом Бельмановского общества Швеции. Переводил также стихи Густава Фрёдинга, Нильса Ферлина и других шведских поэтов. Постоянный секретарь Шведской академии Гораций Энгдаль сказал Ивановскому: «Тебе принадлежит честь открыть двери России для шведской поэзии. Это без сомнения историческое событие».
Покойная жена Ивановского Наталия Никитична Толстая до конца жизни преподавала шведский язык на факультете филологии и искусства СПбГУ (кафедра скандинавской филологии), а свои первые рассказы написала на шведском, когда преподавала в Швеции русский язык. В браке у них родился сын Николай Ивановский.
В 1985 году опубликовал в журнале «Нева» статью «Совсем новый Шекспир» и подборку переведённых им сонетов Шекспира. В 1994 году он выпустил свой перевод всей знаменитой книги сонетов великого английского драматурга и поэта. В 2001 году этот перевод был переиздан. Однако «работа такого видного мастера художественного перевода, как Игнатий Ивановский, осталась неизвестной широкому читателю». Ситуация изменилась после выхода книги «Шекспир У. Сонеты: Антология современных переводов» (СПб., 2004, переиздания — 2005, 2007), где переводы Ивановского представлены в большом количестве.
Также публиковал свои стихотворные переложения былин, полное стихотворное переложение Библии (8300 строк, это произошло впервые в истории русской и мировой литературы) и переложения фрагментов Священного Предания. Переложения псалма 83 и псалма 102 положены на музыку бардом Марусей (Мариной) Митяевой.
Помимо переводов и переложений писал собственные стихи и поэмы. Он — автор поэмы «Голос», трилогии «Тройка», состоящей из романа в стихах «Репнин», поэмы «Новый Тёркин», большого стихотворения «История Государства Российского от Гостомысла до Ельцина», поэтического цикла «Письма к тем, кого уж нет». Эти произведения должны войти в поэтический сборник «Русский берег». Опубликовал в журнале «Звезда» небольшой цикл «Второе мая» — два стихотворения, посвящённые умершей жене. В статье «Стихи должны писать все» выразил свою мысль в самом названии и обосновал её («Сочинение стихов, о котором идёт речь, не попытка стать новым Пушкиным, а поиск осмысления жизни и себя в ней. Важен не литературный результат, а сам мыслительный процесс»). Сочинил палиндром о художнике: «Кони. Портрет. Сам он барокко раб, но мастер тропинок».
Публиковал в журнале «Зарубежные записки» фрагменты нехудожественной прозаической книги «Почтовая лошадь», жанр которой был определён как «свободный» (размышления о переводчиках, о Шекспире, мемуары).
Являлся членом Союза писателей Санкт-Петербурга. Но среди переводчиков родного города он являлся изолированной фигурой. О нём складывались романтические легенды, на него писали пародии, однако сайт «Век перевода» признаёт, что это «верное свидетельство популярности: на тех, кого не читают, пародий не пишут».